# Jacques Charles Dubois dit Dubois-Thainville
Pour les articles homonymes, voir Dubois.
Jacques Charles Dubois, né le 27 novembre 1762 à Reux (Calvados), est un général d’Empire. Mort à Sens (Yonne), le 14 janvier 1847 et inhumé dans le vieux cimetière de Sens, rue Bellenave, dans un temple funéraire de style égyptien, tombeau de Jules Guichard, président de la compagnie de Suez et époux de sa petite-fille.
Il est le frère de Dubois-Thainville, chargé d'affaires de la première République française et commissaire général des relations commerciales à Alger.

## Carrière militaire sous l’Ancien Régime et la Révolution
Il s'enrôla volontairement, le 5 mars 1781, dans le régiment Colonel-Général-Dragons (5e de l'armée en 1791), y devint brigadier dans la compagnie de Laurencin, le 17 mars 1784 et obtint son congé absolu le 3 mars 1789. Il reprit du service en 1792, et entra en qualité de sous-lieutenant, le 25 janvier, dans le 16e régiment de dragons.
Compris dans le détachement de 200 hommes que ce régiment envoya à Saint-Domingue, il part le 12 juin suivant, et est nommé lieutenant le 17 décembre 1792.
Il fait dans cette colonie ou sur mer les campagnes de 1792 à l'an II et obtient le grade de capitaine le 12 juin 1793.
Lors de la retraite de l'escadre de Saint-Domingue, les consuls français de New York et de Baltimore font connaître au ministre des relations extérieures la conduite pleine de sagesse et de fermeté que le capitaine Dubois avait tenue pour rétablir l'ordre et la discipline parmi les troupes embarquées sur l'escadre, et lui attribuent la plus grande part dans le succès des mesures prises à cet effet.
Rentré en France en l'an III, il sert en Vendée sous les ordres de Canclaux et de Hoche, et fait les campagnes de l'an IV et de l'a V aux armées de Sambre-et-Meuse et du Rhin.
Il est blessé pendant la retraite du général Jourdan en septembre 1797.
L'an VI et VII, il prend part aux guerres d'Italie et de Naples.
Le 19 frimaire an VII, lors de l'affaire d'Otricoli (armée de Naples), il sauta dans un ravin avec son chef de brigade, un capitaine, un sous-lieutenant et un dragon, pour tâcher de débusquer un bataillon ennemi qui, par son feu, inquiétait nos troupes. Démonté pendant l'action, il combattit à pied et fit une vingtaine de prisonniers qu'il ramena au quartier général à l'aide de quelques dragons.
Il participa à la bataille de la Trebbia le 19 juin 1799, et à la bataille de Novi le 15 août 1799.

## Consulat et Empire
Employé aux armées de Batavie et Gallo-Batave en l'an VIII et en l'an IX, il tint garnison dans la 1re division militaire durant l'an X et XI, et fut promu au grade de chef d'escadron dans le 3e régiment de dragons, le 10 vendémiaire an XII.
Le 20 prairial, il fut décoré de la Légion d'honneur, et fit en l'an XIV à 1807 avec la réserve de cavalerie de la grande armée les campagnes d'Autriche, de Prusse et de Pologne. Il passa major, le 24 septembre 1806, dans le 5e régiment de dragons qu'il commanda pendant les campagnes de Prusse et de Pologne.
Le 4 février 1807, à la tête de la compagnie d'élite, il alla reconnaître une colonne d'infanterie russe qui filait dans un ravin ; ayant atteint son arrière-garde, il la chargea avec vigueur, la culbuta et lui fit des prisonniers.
Le 8 février à la bataille d'Eylau, « il  dégagea  deux bataillons d'infanterie pressés par une cavalerie très nombreuse ; l'ennemi démasqua vainement une batterie de 5 pièces de canons à mitraille, le Major Dubois effectua sa retraite en bon ordre sous ce feu meurtrier et malgré les cosaques qui le harcelèrent jusqu'à ce qu'il eut rejoint le gros de l'armée, Il courut les plus grands dangers dans cette affaire et eut un cheval tué sous lui par un boulet »  L'audace et l'intrépidité dont il fit preuve dans cette rencontre excitèrent l'admiration de toute l'armée, et lui valurent les éloges les plus flatteurs du prince Murat.
Nommé colonel du 7e régiment de cuirassiers, le 25 juin 1807, et baron de l'Empire, le 17 mars 1808, il fit la campagne de 1809 en Allemagne, se distingua, le 22 mai, à Essling ; et le 6 juillet suivant à Wagram, il chargea un carré d'infanterie ennemie à la tête d'un peloton du 7e cuirassiers. À Essling tous les généraux ayant été tués ou mis hors de combat il prit le commandement de la division Espagne ; à Wagram il fut blessé d'un coup de feu à la hanche droite.
Officier de la Légion d’honneur, le 8 octobre 1811, il se couvrit de gloire pendant la campagne de Russie, et reçut, le 7 février 1813, le grade de général de brigade « Pour reconnaître la conduite distinguée qu’a tenue le colonel Dubois et le 7e régiment de cuirassiers à la bataille de la Bérézina en chargeant seuls un carré de 7 000 Russes et leur faisant mettre bas les armes... » 
Appelé en cette qualité au commandement du dépôt général de cavalerie de Brunswick le 1er avril suivant, il participa sous Davout à la défense de Hambourg du 30 mai 1813 au 27 mai 1814. Rentré en France, il fut mis en non-activité le 1er septembre 1814.
Remarque : C'est par erreur que plusieurs notices biographiques anciennes lui attribuent la croix de Saint-Louis.

## Cent-JoursetRestauration

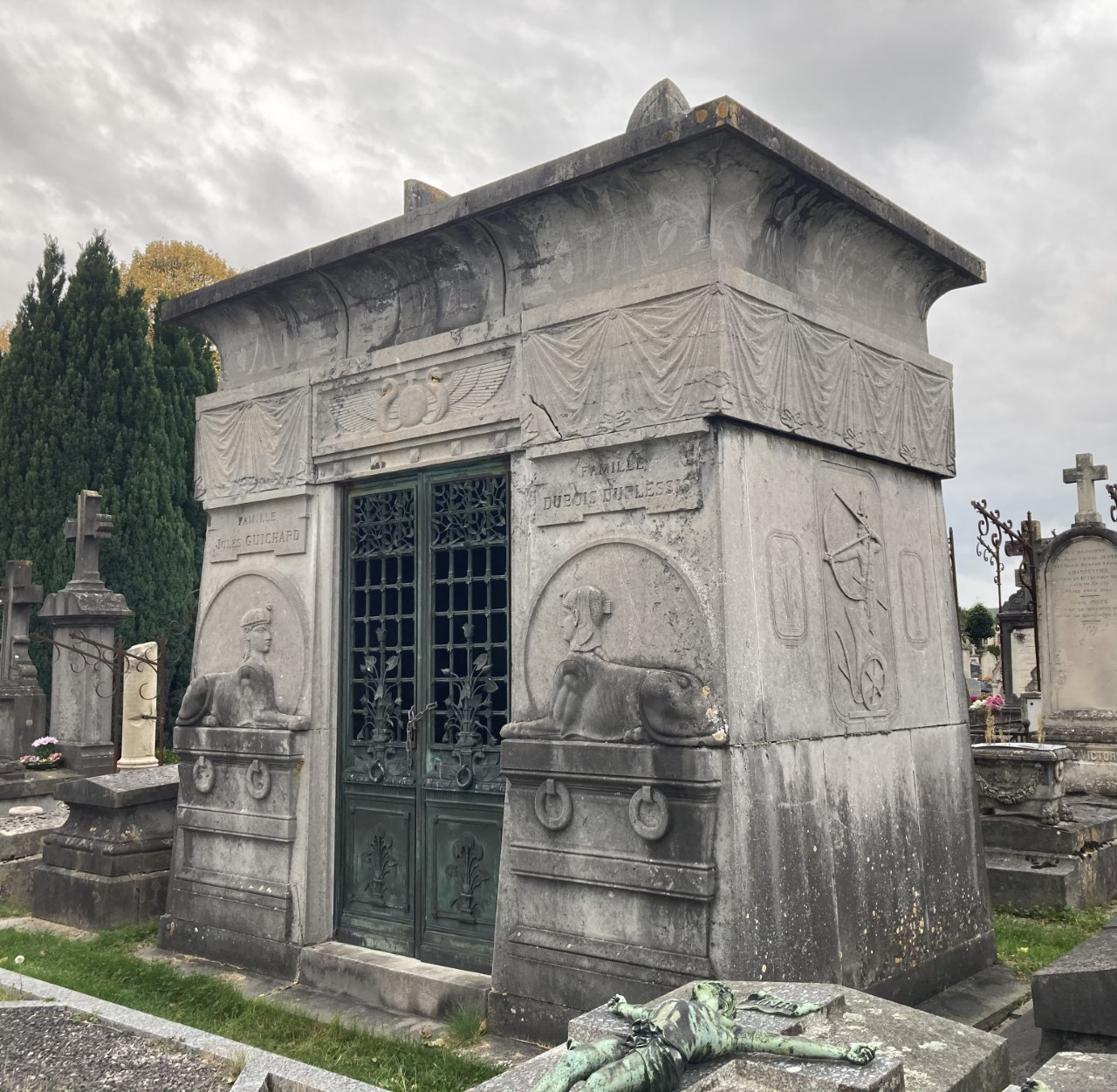
Mausolée familial au cimetière de Sens.

Rappelé à l'activité au retour de l'île d'Elbe, il commanda une brigade de cavalerie à la bataille du mont Saint-Jean, où il fut blessé d'un coup de sabre, en soutenant la retraite.
Admis à la retraite, le 6 octobre 1815, il se retira à Villeneuve-sur-Yonne, et y vécut loin des affaires publiques.
À la révolution de juillet 1830 il prit provisoirement le commandement de la 18e division militaire, et fut le 11 août 1830 chargé de celui de la 2e subdivision de cette division.
Commandeur de la Légion d’honneur, le 20 avril 1831, il fut admis à la retraite, le 1er mai 1832, et se retira à Sens.
Son nom est inscrit au côté Nord de l’arc de triomphe de l'Étoile, à Paris (Seine)